# Marcos Labandeira
Marcos Labandeira, vollständiger Name Marcos Gastón Labandeira Castro, (* 18. Januar 1995 in Mendoza Chico) ist ein uruguayischer Fußballspieler.

## Karriere
Der 1,75 Meter große Offensivakteur Labandeira wechselte Anfang Februar 2015 von Nacional Montevideo auf Leihbasis zum  Erstligisten Juventud. Beim Klub aus Las Piedras debütierte er unter Trainer Jorge Giordano am 22. Februar 2015 bei der 1:4-Auswärtsniederlage gegen Peñarol in der Primera División, als er in der 79. Spielminute für Gastón Puerari eingewechselt wurde. In der Clausura 2015 lief er in insgesamt zehn Erstligaspielen (kein Tor) auf. Im August 2015 wurde er sodann an den Zweitligisten Miramar Misiones ausgeliehen, für den er in der Apertura 2015 sieben Ligaspiele bestritt und drei Tore schoss. Im Februar 2016 wurde er seitens Nacional dann an den Club Oriental de Football per Leihgeschäft transferiert und bestritt dort in der Clausura 2016 sechs Zweitligaspiele (kein Tor).